# Gorosina ampla
Gorosina ampla är en fjärilsart som beskrevs av William Schaus 1913. Gorosina ampla ingår i släktet Gorosina och familjen nattflyn. Inga underarter finns listade i Catalogue of Life.